# 日本—阿爾巴尼亞關係
日本－阿尔巴尼亚关系是指日本国與欧洲国家阿尔巴尼亚历史上及现代的双边关系。两国于1922年首次建立外交关系，但在二战至冷战期间长期中断，直到1981年才恢复官方联系，此后两国关系友好发展。

## 历史概况

### 首次建立邦交
1912年，在第一次巴尔干战争期间，阿爾巴尼亞公國宣布脱离鄂圖曼帝國独立，1913年，列强在英国签署伦敦条约，正式承认阿尔巴尼亚独立，日本也随之承认阿尔巴尼亚。1922年4月6日，日本与阿爾巴尼亞公國建立邦交，1930年，两国签署了首个通商条约，1935年，阿尔巴尼亚在日本大阪市设立名誉领事馆，1939年，因为意大利入侵阿尔巴尼亚，两国关系中断。

### 重新建立邦交

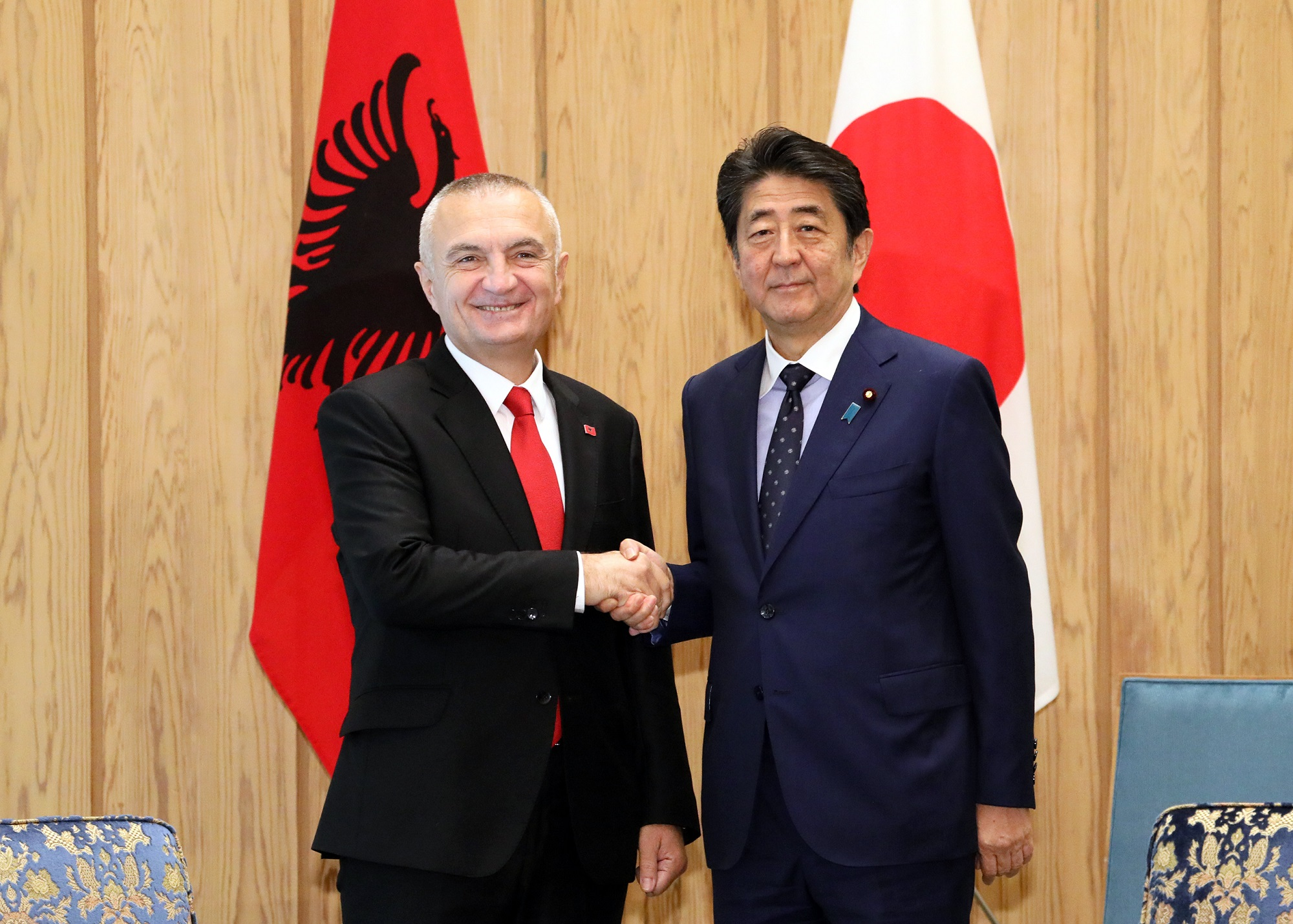
2019年，阿尔巴尼亚总统伊利尔·梅塔与日本首相安倍晋三在首相官邸会晤

1944年，阿爾巴尼亞共產黨總書記恩維爾·霍查成为阿尔巴尼亚最高领导人后，奉行斯大林主义，支持共產國家陣營，长期不与包括日本在内的西方阵营国家维持官方往来，在中阿决裂后，霍查开始改善与部分资本主义国家的关系，随后，阿尔巴尼亚在1981年3月与日本恢复邦交，并派遣驻华大使兼任驻日大使。1990年，日本政府为明仁天皇举行即位典礼，阿尔巴尼亚首次派出外交部长雷兹·马利列出席。
阿尔巴尼亚放弃社会主义后，逐渐打破霍查時期的鎖國和封閉局面，並開拓全面開放的外交方針，与日本的关系也得到改善加强，日本政府也得以在阿尔巴尼亚开展各种开发援助活动。1994年，阿尔巴尼亚外交部长阿尔弗雷德·塞雷奇作为日本外务省的宾客访问了日本，此后阿尔巴尼亚与日本高层相互访问不断。
2005年，阿尔巴尼亚在东京都开设大使馆。2008年2月，阿尔巴尼亚总理萨利·贝里沙出访日本，并与日本首相福田康夫举行了会晤。访问期间，贝里沙表示希望日本加大对阿尔巴尼亚的投资力度，并与日本讨论了科索沃独立相关议题。
2017年1月1日，日本重新在地拉那开设大使馆，其后，阿尔巴尼亚总统伊利爾·梅塔亦于2019年访问日本，并与日本首相安倍晋三举行首脑会谈，期間，两国领袖就加强双边关系，朝核问题与朝鮮綁架日本人問題、巴尔干半岛局势等交換了意见。

## 经贸关系

### 双边贸易
据日本財務省2020年貿易統計，日本对阿尔巴尼亚出口总额达到2.10億日元，主要出口機械類、化學製品等；阿尔巴尼亚对日出口额达到17.81億日元，主要出口钢铁及铬、镍等金属矿石产品。

### 相互投资
阿爾巴尼亞为欧洲經濟較落後的国家，正在穩定地過渡到更加現代化的資本主義開放市場經濟。有鉴于阿尔巴尼亚生产成本较低，加之市场开拓度有限，日本的一些企业也开始关注阿尔巴尼亚，2020年，日本住友电工即开始在阿尔巴尼亚建立汽车线束生产厂。

### 日本援助
截至2017年，日本政府为阿尔巴尼亚提供了累計250億日元的开发援助金，为仅次于德国、瑞士及美国的第四大援助来源国。日本主要援助阿尔巴尼亚完善基建设施。科索沃战争以后，科索沃的难民大量涌入阿尔巴尼亚，日本也加强了对阿尔巴尼亚的粮食救济及医疗设施援助。

## 文教交流
1989年，日本文部科学省开始提供为阿尔巴尼亚学生提供留学奖学金。此外，2010年以来，阿尔巴尼亚的马林·巴莱蒂大学、地拉那艺术大学等高等院校开始开展日语教学，并逐渐受到阿尔巴尼亚学生欢迎。

## 外部連結
- 日本驻阿尔巴尼亚大使馆 （页面存档备份，存于）（日語） （阿爾巴尼亞文）
- 阿尔巴尼亚驻日大使馆 （页面存档备份，存于）（英文） （阿爾巴尼亞文）